# ホテリアー
『ホテリアー』（原題：호텔리어）は、2001年4月4日から6月7日までMBCで放送された韓国の連続テレビドラマ。全20話。
韓国のある一流ホテルを舞台に、そこで働くスタッフたちの人間関係と友情、またそのホテルの買収をもくろむ企業買収家と経営者の攻防をリアルに描いた作品。

## 主な登場人物
ハン・テジュン
キム・スンウ
総支配人。
ソ・ジニョン
ソン・ユナ
VIP顧客担当支配人。
シン・ドンヒョク
ペ・ヨンジュン
M＆A専門家。
キム・ユンヒ
ソン・ヘギョ
レストランサーバー、ハン・テジュンに片思い。
レオナルド・パク
チェ・ヨンミン
弁護士、シン・ドンヒョクのビジネスパートナー。
ユン・ドンスク
ユン・ヨジョン
ソウルホテル二代目社長。
キム・ボクマン
ハン・ジニ
ハンガン流通会長、キム・ユンヒの父。ソウルホテル買収を依頼。
チェ・ヨンジェ
パク・チョンチョル
ベルボーイ、ソウルホテル社長の一人息子 キム・ユンヒに片思い
オ・ヒョンマン
ホ・ジュノ
副総支配人、ハン・テジュンのライバル。
イ・スンジョン
チェ・ファジョン
客室担当支配人、ソ・ジニョンのケンカ仲間。
ジェニー（シン・ドンヒ）
キム・ナレ
見習いコック、ソ・ジニョンの同居人。

## スタッフ
- 演出：チャン・ヨンウ[1]
- 脚本：カン・ウンギョン[1]
- 制作：MBCプロダクション

## 日本における放送
日本版はサブタイトルに「豪華ホテルをめぐる嫉妬・裏切り・そして愛」がつけられている。
字幕版『ホテリアー』を東京MXテレビにて2003年12月9日から2004年4月20日まで放送。日本テレビの毎週月曜から木曜10時30分 - 11時25分（のちに10時25分 - 11時20分）にドラマチック韓流枠で、吹き替え版が2004年9月22日から10月28日まで放送された。関西では、読売テレビで2004年7月16日から9月18日まで放送、2005年4月にも再放送された。
BS朝日でも2007年4月4日から放送。
テレビ埼玉では、字幕版が2007年4月6日から毎週金曜朝9:00～9:55の枠で放送された。

### 日本語吹き替え
- ハン・テジュン：キム・スンウ（吹替：加瀬康之[3]）
- ソ・ジニョン：ソン・ユナ（吹替：小島幸子[3]）
- シン・ドンヒョク：ペ・ヨンジュン（吹替：坪井智浩[3]）
- キム・ユンヒ：ソン・ヘギョ（吹替：浅井清己[3]）
- キム・ボクマン：ハン・ジニ（吹替：納谷六朗[要出典]）
- チェ・ヨンジェ：パク・チョンチョル（吹替：小野大輔[要出典]）
- オ・ヒョンマン：ホ・ジュノ（吹替：木下浩之[要出典]）

## リメイク
日本と中国でリメイクされ、連続ドラマとして放送された。

### 日本版
日本でリメイクし、2007年4月19日から2007年6月14日までテレビ朝日木曜ドラマ枠で放送した。江頭美智留の脚本、木下高男ほかの演出、上戸彩、及川光博ほかの出演で、オリジナル韓国版で主演したペ・ヨンジュンが特別友情出演した。

### 中国版
中国でリメイク版『偏偏愛上你』（ピェンピェンアイサンニー、『中国版ホテリアー』）が制作され、2012年3月13日から中国の湖南衛視で放送された。
日本未公開。

#### キャスト
- 童馨（トン・シン）：韓雪
- 林重光（リン・チョングアン）：于小偉（ユー・シャオウェイ）
- 文澤楷（ウェン・ゼーカイ）：丁子峻（アレン・ティン）